# Frank Schröter

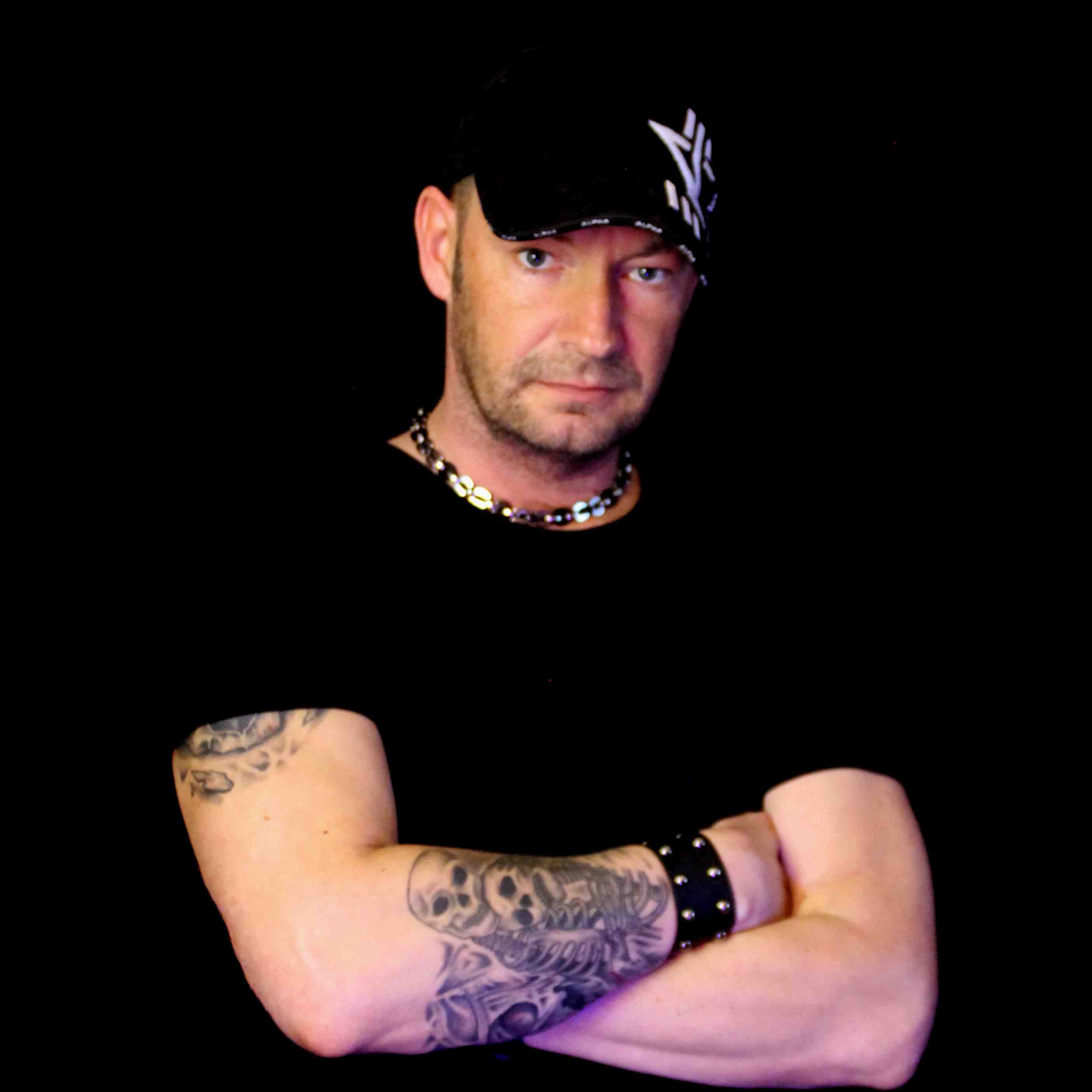
Frank Schröter (2015)

Frank Schröter (* 18. Juni 1970 in Neubrandenburg) ist ein deutscher Musiker, Komponist, Spezialeffektkünstler und Maskenbildner, der vorwiegend in dem Bereich des Horrorfilms und des Splatterfilms arbeitet. Er arbeitete bei einigen Horrorfilmen des Genrefilmers Olaf Ittenbach mit.

## Filmografie (Auswahl)
- 1995: Mortal Kombat, Regie: Paul W.S. Anderson
- 2002: Resident Evil, Regie: Paul W.S. Anderson
- 2002: House of Monsters
- 2003: Tatort Calw
- 2004: Alien vs. Predator, Regie: Paul W.S. Anderson
- 2005: Der Sparfuchs (EDF)
- 2006: Familienradgeber, Regie: Olaf Ittenbach
- 2006: Chain Reaction, Regie: Olaf Ittenbach
- 2007: Dard Divorce, Regie: Olaf Ittenbach
- 2009: Familienradgeber 2, Regie: Olaf Ittenbach
- 2010: La Isla, Regie: Michael Effenberger
- 2010: No Reason, Regie: Olaf Ittenbach
- 2011: Savage Love, Regie: Olaf Ittenbach
- 2012: Absolutio – Erlösung im Blut, Regie: Philip Lilienschwarz
- 2012: Legend of Hell, Regie: Olaf Ittenbach
- 2013: Hänsel und Gretel: Hexenjäger, Regie: Tommy Wirkola
- 2015: German Angst, Regie: Jörg Buttgereit, Andreas Marschall & Michal Kosakowski
- 2017: Montrak, Regie: Stefan Schwenk
- 2025: Bernd – Operation Germanenkind, Regie: Cornelius Schwalm

## Alben (Auswahl)
- 2022: Back to the 80s
- 2023: Cyberworld
- 2024: Dreamtime
- 2024: Movie Heroes
- 2025: Mythology